# 컴테크컨설팅
주식회사 컴테크컨설팅은 대한민국의 HR전문기업이다. 건설워커와 메디컬잡을 중심으로 건설, 의료, 이공계 등 3개 분야에서 특화취업정보 서비스를 제공하고 있다.

## 개요
1991년 설립된 컴테크컨설팅(옛 컴테크)은 건축 인테리어 설계 프로그램인 오토아크(AutoARC) 시리즈를 개발했던 회사다. 1994년 국내 최초로 3차원 건축설계프로그램 ‘오토아크 프로’를 개발, 화제가 됐다.
컴테크컨설팅은 1997년 6월 천리안, 하이텔, 유니텔, 나우누리 등 PC통신망에 ‘건설 건축 인테리어 취업정보’를 개설하면서 본격적인 리크루팅 사업을 시작했다. 이 정보는 1999년 7월 인터넷 웹사이트 건설워커로 재탄생했다. 현재는 건설워커(건설) 외에도 메디컬잡(의료), 이엔지잡(이공계 기술) 등 3개 분야에서 해당 업직종의 특성을 살린 차별화된 잡(JOB)서비스를 제공하고 있다.

## 제휴 기관
네이버, 국토교통부, 한국건설기술인협회, 대한건설협회, 해외건설협회, 한국산업인력공단(월드잡), 인크루트, e대한경제, 뉴스에듀, 한국주택신문, 부동산신문, 건설이코노미뉴스, 메디포뉴스, 헬스조선, 다음(Daum)취업 등 정부기관, 협회, 언론사, 포털 등에 특화 채용정보를 제공하고 있다.

## 수상내역
- 2018년 과학기술정보통신부 '굿콘텐츠서비스인증'[18][19]
- 2016년 미래창조과학부 '콘텐츠제공서비스 품질인증'[20]
- 2016년 대한민국베스트브랜드대상 수상[21]